# Chems Eddine Chellali
Pour les articles homonymes, voir Chellali.
Chems Eddine Chellali (en arabe : شمس الدين شلالي) est un footballeur algérien né le 4 novembre 1986 à Béchar. Il évoluait au poste d'attaquant.

## Biographie
Chems Eddine Chellali évoluait en première division algérienne avec les clubs de l'USM Blida, du MC El Eulma et enfin au MC Oran. Il dispute 36 matchs en inscrivant 6 buts.